# Meta maculata
Meta maculata là một loài nhện trong họ Tetragnathidae.
Loài này thuộc chi Meta. Meta maculata được miêu tả năm 1865 bởi Blackwall.